# Helge Bäckström

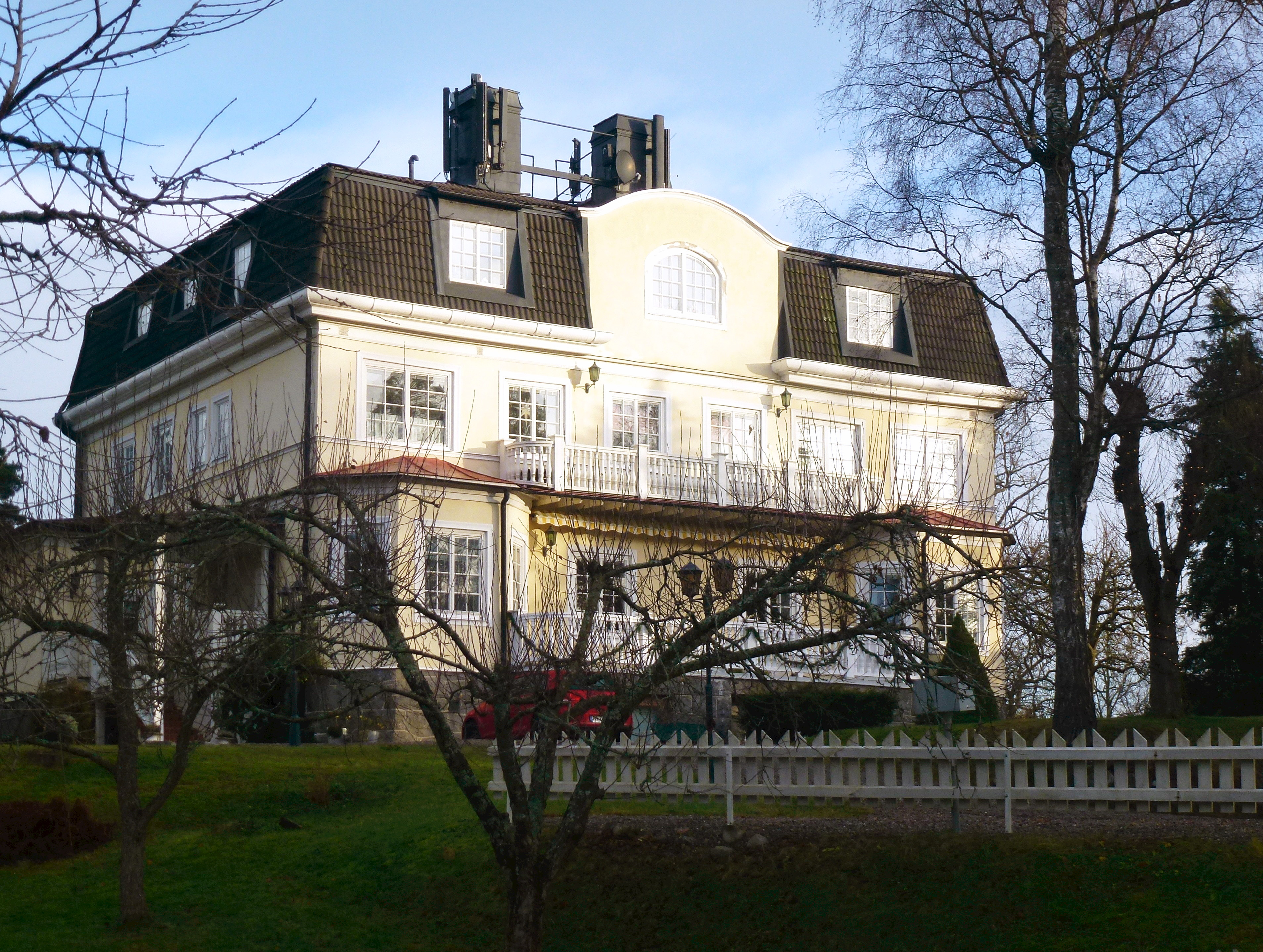
Villa Nyhem, Bäckströms bostad i Djursholm.

Helge Mattias Bäckström, född 6 oktober 1865 i Örebro församling, död 15 juli 1932 i Danderyds församling, Stockholms län, var en svensk geolog och politiker. Han var son till auditören Matts Evald Bäckström och Mina Bäckström, född Zander, en syster till läkaren Gustaf Zander.
Bäckström studerade 1884–1893 i Stockholm, Uppsala, Heidelberg och Paris samt blev filosofie doktor i Heidelberg 1891. Samma år kallades han till docent i mineralogi och petrografi vid Stockholms högskola, blev 1898 tillförordnad lärare, och var 1908–1914 professor där i samma ämnen.
Hans ganska omfattande författarskap rörde sig på kristallografins, mineralogins och särskilt petrografins områden, däribland hans "petrogenetiska" studie Vestanå-fältet (Vetenskapsakademiens handlingar, 1897) samt åtskilliga uppsatser i bihanget till Vetenskapsakademiens handlingar (bland annat Über angeschwemmte Bimsteine und Schlacken der nordeuropäischen Küsten (1890) och i Geologiska föreningens i Stockholm förhandlingar (bland annat om ögondiorit och om vulkaniska bergarter). Han var mycket verksam för 10:e internationella geologkongressen i Stockholm, vars skattmästare han var. Han företog många studieresor, bland annat till Frankrike, Tyskland, Italien och Ryssland.
Bäckström var riksdagsledamot i första kammaren 1912–1921, fram till lagtima riksmötet 1919 för Malmöhus läns valkrets och därefter för Stockholms läns valkrets, med arbetet förlagt till bevillningsutskottet (1912–1919) och statsutskottet (1920–1921). Han var 1917 ledamot av bankkommittén och 1920–1921 fullmäktig i Riksbanken, och blev 1924 riksgäldsfullmäktig.
Han intog en framskjuten ställning inom Djursholms kommunala representation, bland annat som ordförande i drätselkammaren, kommunalvald medlem av Djursholms AB:s styrelse med mera, varjämte han var styrelseordförande i flera större affärsföretag. År 1913 blev han hedersdoktor vid universitetet i Montréal. Han gjorde donationer till Stockholms högskola, Ingenjörsvetenskapsakademien med mera. Helge Bäckström är begravd på Djursholms begravningsplats.